# Melanargia parce
Melanargia parce är en fjärilsart som beskrevs av Otto Staudinger 1882. Melanargia parce ingår i släktet Melanargia och familjen praktfjärilar. Inga underarter finns listade i Catalogue of Life.